# Leide Câmara
Maria Leide Câmara de Oliveira, ou simplesmente Leide Câmara, é uma pesquisadora musical e arte educadora brasileira, nascida em Patu, no estado do Rio Grande do Norte. É autora do  "Dicionário da Música do Rio Grande do Norte", lançado em 2001.